# 1998년 K리그
K리그 1998는 1998년 FIFA 월드컵에서 대표팀의 부진으로 인해 축구 열기가 가라앉을 것이라는 우려와는 달리 고종수, 이동국, 안정환 등의 걸출한 신예 스타의 등장으로 K-리그는 새로운 르네상스를 이룩하게 되었다. 또한 무승부를 없애고 연장전과 승부차기 제도를 리그에 도입하여 승부를 가리게 한 것도 또다른 특징이다.
정규리그는 월드컵을 피해 7월 18일부터 시작되었고, 이에 앞서 컵대회 2회를 열었다. 특히 팀당 홈 앤드 어웨이로 18경기를 벌이게 되는 정규리그는 프랑스 월드컵 직후 시작돼 국가대표 선수들이 소속팀에 복귀, 수준높은 경기를 펼칠 것으로 기대되었다. 월드컵으로 인해 자칫 묻혀지기 쉬울 것이라는 우려를 안고 시작한 프로축구는 재미있는 플레이, 성실한 경기 운영의 의지를 다지며 팬들의 성원을 기다리고 있었다.
이동국, 고종수, 안정환, 김은중, 박성배, 정광민 등 아디다스컵에서부터 심상치 않은 조짐을 보이던 신세대 돌풍의 주인공들이다. 특히 고등학교를 졸업과 동시에 프로에 입문한 거물 신인들의 활약이 두드러졌다. 이동국(포철공고), 고종수(금호고), 김은중(동북고 중퇴) 등은 '미완의 대기'로 프로 그라운드에서 그 천재성을 유감없이 보여주었던 신세대 돌풍의 선두주자들. 이동국과 안정환은 아디다스컵에서 4골과 3골로 두각을 나타내기 시작했고, 필립모리스컵에서는 이동국과 고종수가 대표팀에 합류한 공백을 정광민과 안정환이 이어갔다. 이들의 진가는 월드컵이 끝나고 소속팀으로 복귀하자마자 놀라운 관중동원력을 보인 것으로 나타났다.
연일 만원 관중을 기록하던 1998년 프로축구는 마침내 8월 22일, 역사적인 '꿈의 10만 관중'을 돌파한다. 전국에서 일제히 다섯 경기가 개최된 이날 프로축구가 출범한 지 16년 만에, 그리고 한국 프로스포츠 사상 처음으로 하루에 10만7백76명의 관중을 기록, 8월 19일의 9만1천8백27명을 3일 만에 경신하며 폭발적인 축구열기를 실감하게 했다. 이런 가운데 천안에서 벌어진 천안과 전남의 경기는 연장전까지 1-1로 비기고 승부차기에서도 5-5로 비겼으나 조명시설이 없어 더 이상 경기를 진행하지 못함에 따라 일몰규정대로 추첨을 통해 천안이 이기는 사상 초유의 해프닝이 벌어지기도 했다.
폭발적으로 늘어난 10대 팬들을 위한 지속적인 관리 시스템과 합리적이고 흥미를 끌 수 있는 경기일정, TV중계 확보 등 팬들에게 보다 가깝게 다가서기 위한 과제가 남은 한 해가 되었다.
리그 참가 3시즌만에 첫 우승을 차지한 수원 삼성 블루윙즈는 신흥 강호로 우뚝 서게 되었다.

## 시즌 개요

### 운영 방식
- 단일 리그 제도: 총 10개 팀이 참가하여 각 팀이 다른 팀과 모두 세 번씩 경기를 치르는 '정규 리그'(정규 시즌)를 진행한다. 이에 따라 2000년 대회의 정규 리그에서는 총 135경기가 진행되며, 각 팀은 27경기를 치른다. 정규 리그 1위에서 4위를 기록한 팀들은 '챔피언십'(포스트 시즌)에 진출한다. 정규 리그 5위에서 10위를 기록한 팀들은 해당 순위가 시즌 최종 순위가 된다.
- 4강 플레이오프 제도: 정규 리그 순위를 기준으로 1위는 '챔피언 결정전'에, 2위는 '플레이오프'에, 3위와 4위는 '준플레이오프'에 진출한다. 준플레이오프의 승자는 플레이오프에 진출하며, 패자는 시즌 최종 순위 4위가 된다. 플레이오프의 승자는 챔피언 결정전에 진출하며, 패자는 시즌 최종 순위 3위가 된다. 챔피언 결정전의 승자는 리그 우승 팀에 등극하며, 패자는 리그 준우승 팀이 된다.
- 연장전･승부차기 제도: 정규 시간(전반전 45분, 후반전 45분 및 인저리 타임) 내에 승패를 가리지 못하는 경우 경기는 무승부로 종료되지 않으며 연장전에 돌입한다. 연장전에서 골든골로 승리한 팀에게는 승점 2점을 부여한다. 연장전 내에 승패를 가리지 못하는 경우 경기는 종료되지 않으며 승부차기에 돌입한다. 승부차기에서 승리한 팀에게는 승점 1점을 부여한다. 정리하자면 정규 시간 승리 시에는 승점 3점을, 연장전 승리 시에는 승점 2점을, 승부차기 승리 시에는 승점 1점을, 패배 시에는 승점 0점을 부여한다.

### 참가 구단
| #  | 팀명               | 연고지     | 리그 참여년도 | 전년도 순위 |
| -- | ------------------ | ---------- | ------------- | ----------- |
| 1  | 부산 대우 로얄즈   | 부산광역시 | 1983년        | 우승        |
| 2  | 전남 드래곤즈      | 전라남도   | 1995년        | 준우승      |
| 3  | 울산 현대 호랑이   | 울산광역시 | 1984년        | 3위         |
| 4  | 포항 스틸러스      | 포항시     | 1983년        | 4위         |
| 5  | 수원 삼성 블루윙즈 | 수원시     | 1996년        | 5위         |
| 6  | 전북 현대 다이노스 | 전라북도   | 1995년        | 6위         |
| 7  | 대전 시티즌        | 대전광역시 | 1997년        | 7위         |
| 8  | 천안 일화 천마     | 천안시     | 1989년        | 8위         |
| 9  | 안양 LG 치타스     | 안양시     | 1984년        | 9위         |
| 10 | 부천 SK            | 부천시     | 1983년        | 10위        |

## 시즌 순위

### 정규시즌 순위
- 리그기간 : 7월 8일 ~ 10월 14일

| 순위 | 팀                 | 경기수 | 승1 | 승2 | 승3 | 패 | 득 | 실 | 차  | 승점 |
| ---- | ------------------ | ------ | --- | --- | --- | -- | -- | -- | --- | ---- |
| 1    | 수원 삼성 블루윙즈 | 18     | 9   | 1   | 2   | 6  | 33 | 22 | 11  | 31   |
| 2    | 울산 현대 호랑이   | 18     | 8   | 1   | 2   | 7  | 37 | 26 | 11  | 28   |
| 3    | 포항 스틸러스      | 18     | 8   | 2   | 0   | 8  | 34 | 23 | 11  | 28   |
| 4    | 전남 드래곤즈      | 18     | 8   | 1   | 0   | 9  | 21 | 20 | 1   | 26   |
| 5    | 부산 대우 로얄즈   | 18     | 6   | 3   | 1   | 8  | 27 | 22 | 5   | 25   |
| 6    | 전북 현대 다이노스 | 18     | 8   | 0   | 1   | 9  | 30 | 35 | -5  | 25   |
| 7    | 부천 SK            | 18     | 7   | 1   | 1   | 9  | 28 | 32 | -4  | 24   |
| 8    | 안양 LG 치타스     | 18     | 6   | 2   | 1   | 9  | 28 | 28 | 0   | 23   |
| 9    | 대전 시티즌        | 18     | 3   | 2   | 1   | 12 | 20 | 35 | -15 | 14   |
| 10   | 천안 일화 천마     | 18     | 3   | 0   | 2   | 13 | 17 | 32 | -15 | 11   |

* 승점제도: 정규시간 승리 3점, 연장전(골든골) 승리 2점, 승부차기 승리 1점

## 경기 결과

### 포스트시즌
| 준PO 10월 17일 | 포항 스틸러스 | 0 : 0 (5 : 3 승부차기) | 전남 드래곤즈 | 포항스틸야드      |  |  |
|                |               |                        |               | 관중 수: 11,019명 |  |  |
|                |               |                        |               |                   |  |  |

| PO 1차전 10월 21일 | 포항 스틸러스                          | 3 : 2 | 울산 현대 호랑이         | 포항스틸야드      |  |  |
|                    | 김명곤 57′ · 최문식 89′ · 백승철 90+6′ |       | 16′정정수 · 90+3′ 김종건 | 관중 수: 17,216명 |  |  |
|                    |                                        |       |                          |                   |  |  |

| PO 2차전 10월 24일 | 울산 현대 호랑이        | 2 : 1 (4 : 1 승부차기) | 포항 스틸러스 | 울산공설운동장    |  |  |
|                    | 김현석 71′ · 김병지 90′ |                        | 85′ 박태하    | 관중 수: 31,350명 |  |  |
|                    |                         |                        |               |                   |  |  |

| 챔피언결정전 1 10월 28일 | 울산 현대 호랑이 | 0 : 1 | 수원 삼성 블루윙즈 | 울산공설운동장    |  |  |
|                          |                  |       | 51′ 신홍기         | 관중 수: 35,830명 |  |  |
|                          |                  |       |                    |                   |  |  |

| 챔피언결정전 2 10월 31일 | 수원 삼성 블루윙즈 | 0 : 0 | 울산 현대 호랑이 | 수원종합운동장    |  |  |
|                          |                    |       |                  | 관중 수: 36,456명 |  |  |
|                          |                    |       |                  |                   |  |  |

- 통합 스코어 1:0으로 수원 삼성 블루윙즈가 우승했다.

## 우승 구단
| 1998년 K-리그 우승            |
| ----------------------------- |
| 수원 삼성 블루윙즈 1번째 우승 |

## 시즌 통계

### 개인 기록

#### 득점
| 순위 | 선수   | 클럽               | 득점 | 경기 |
| ---- | ------ | ------------------ | ---- | ---- |
| 1    | 유상철 | 울산 현대 호랑이   | 14   | 20   |
| 2    | 박성배 | 전북 현대 다이노스 | 10   | 17   |
| 3    | 백승철 | 포항 스틸러스      | 10   | 20   |
| 4    | 이원식 | 부천 SK            | 18   | 8    |
| 5    | 샤샤   | 수원 삼성 블루윙즈 | 18   | 8    |

#### 도움
| 순위 | 선수   | 클럽             | 도움 | 경기 |
| ---- | ------ | ---------------- | ---- | ---- |
| 1    | 정정수 | 울산 현대 호랑이 | 9    | 34   |
| 2    | 고정운 | 포항 스틸러스    | 6    | 32   |
| 3    | 박태하 | 포항 스틸러스    | 6    | 38   |
| 4    | 뚜레   | 부산 대우 로얄즈 | 5    | 30   |
| 5    | 김경범 | 부천 SK          | 5    | 36   |

## 수상

### 베스트 11
- 골키퍼: 김병지 (울산)
- 수비수: 안익수 (포항), 마시엘 (전남), 이임생 (부천)
- 미드필더: 고종수 (수원), 유상철(울산), 백승철 (포항), 안정환 (부산), 정정수 (울산)
- 공격수: 김현석 (울산), 샤샤 (수원)

### 부문별 수상자
| 부문         | 선수   | 클럽               |
| ------------ | ------ | ------------------ |
| 최우수선수상 | 고종수 | 수원 삼성 블루윙즈 |
| 신인상       | 이동국 | 포항 스틸러스      |
| 득점상       | 유상철 | 울산 현대 호랑이   |
| 도움상       | 정정수 | 울산 현대 호랑이   |
| 감독상       | 김호   | 수원 삼성 블루윙즈 |
| 특별상       | 김병지 | 울산 현대 호랑이   |

## 같이 보기
- 1998년 K리그 챔피언십
- 1998년 리그컵
- 1998년 대한민국 FA컵